# Prasat Baksei Chamkrong

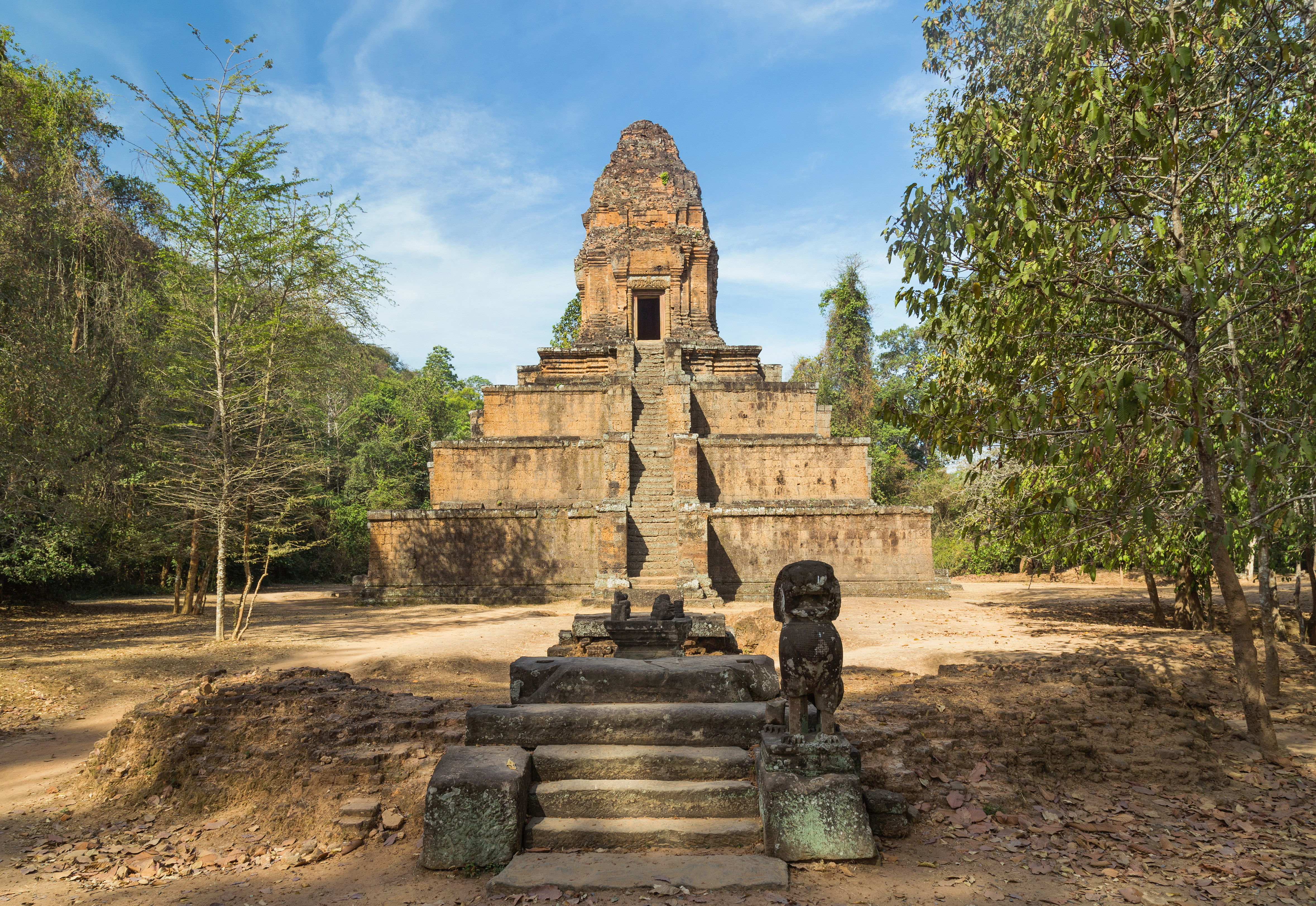
De tempelberg van Baksei Chamkrong, met op de voorgrond de resten van de gopura.

Prasat Baksei Chamkrong (Baksei Chamkrong, de vogel die onder haar vleugels beschermt) is een kleine hindoeïstische tempel uit de 10e eeuw, binnen het Angkor complex in Siem Reap in Cambodja. De tempel is aan Shiva gewijd en had vroeger van hem een gouden afbeelding. De tempel is aan de linkerkant te zien voor het binnengaan van Angkor Thom via de zuidelijke poort. 
De tempel werd gewijd aan Yasovarman I (889 - rond 910) door zijn zoon, koning Harshavarman I. De tempel werd voltooid door Rajendravarman II (944-968).

## Naam
De naam Baksei Chamkrong komt van een legende, waarin een koning Angkor tijdens een belegering wilde ontvluchten en er een grote vogel landde, die hem met haar vleugels afschermde.

## Beschrijving
De piramide heeft vijf terrassen en een doorsnee van 27 meter beneden en 15 meter boven, en is 13 meter hoog. Er zijn op de kardinale punten vier trappen die naar de top leiden. De toren op een zandstenen basis heeft een ingang in het oosten en, zoals gebruikelijk, valse deuren aan de andere zijden.
De tempel is een van de eersten, die van duurzaam materiaal als baksteen en lateriet werd gebouwd, met decoraties in zandsteen. Een bakstenen ommuring omgaf de piramide, met een stenen gopura aan de oostzijde, maar die is bijna geheel verdwenen.
De hoofdlatei is gedecoreerd met een afbeelding van Indra, Airavata en Ganesha. Aan beide zijden van de kleine deuropening is zijn toewijding inscripties en lofprijzingen op de vroege Khmer koningen, vanaf Jayavarman II (ca. 770-850), maar ook van vroegere, legendarische koningen, waaronder de stamvader van het land, de kluizenaar Kambu.

## Galerij

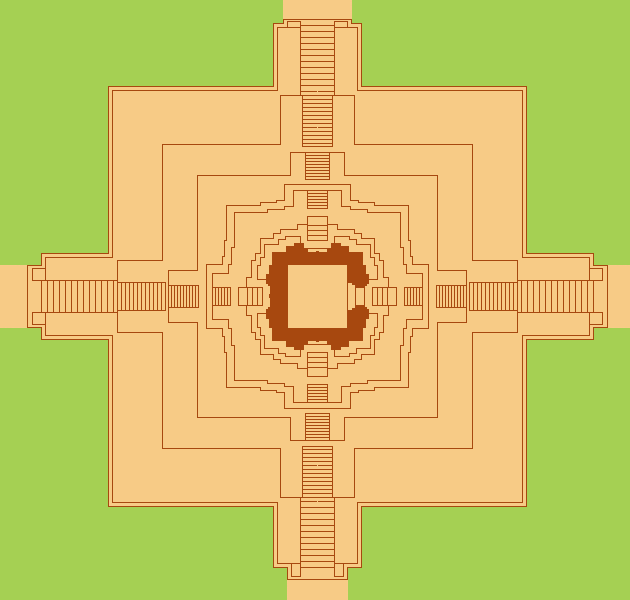
Plattegrond
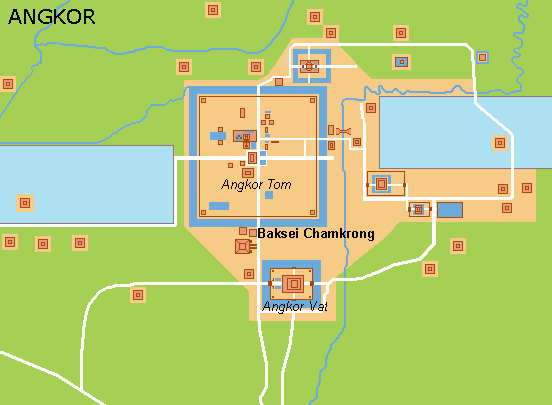
Locatie binnen Angkor Thom
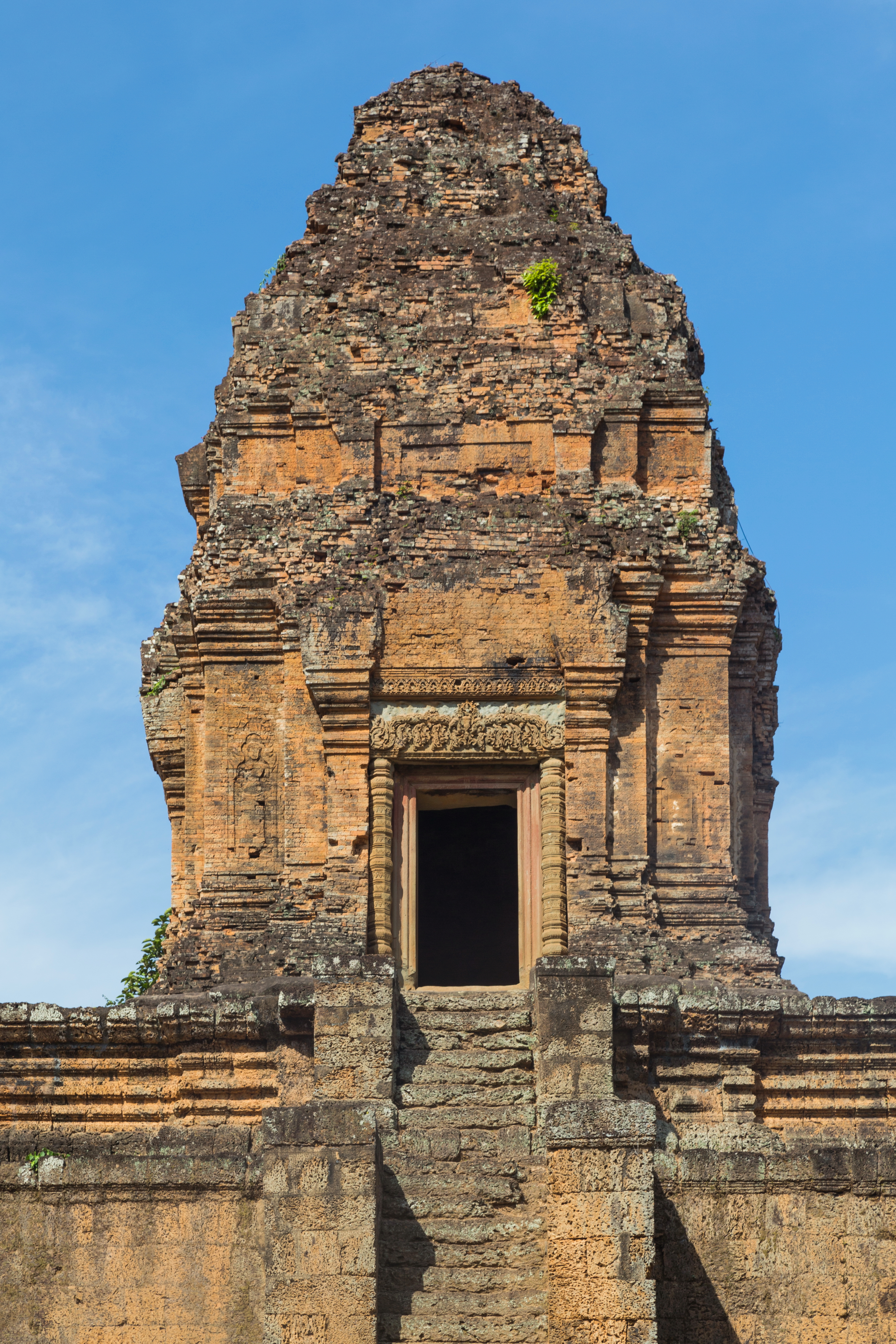
Toren
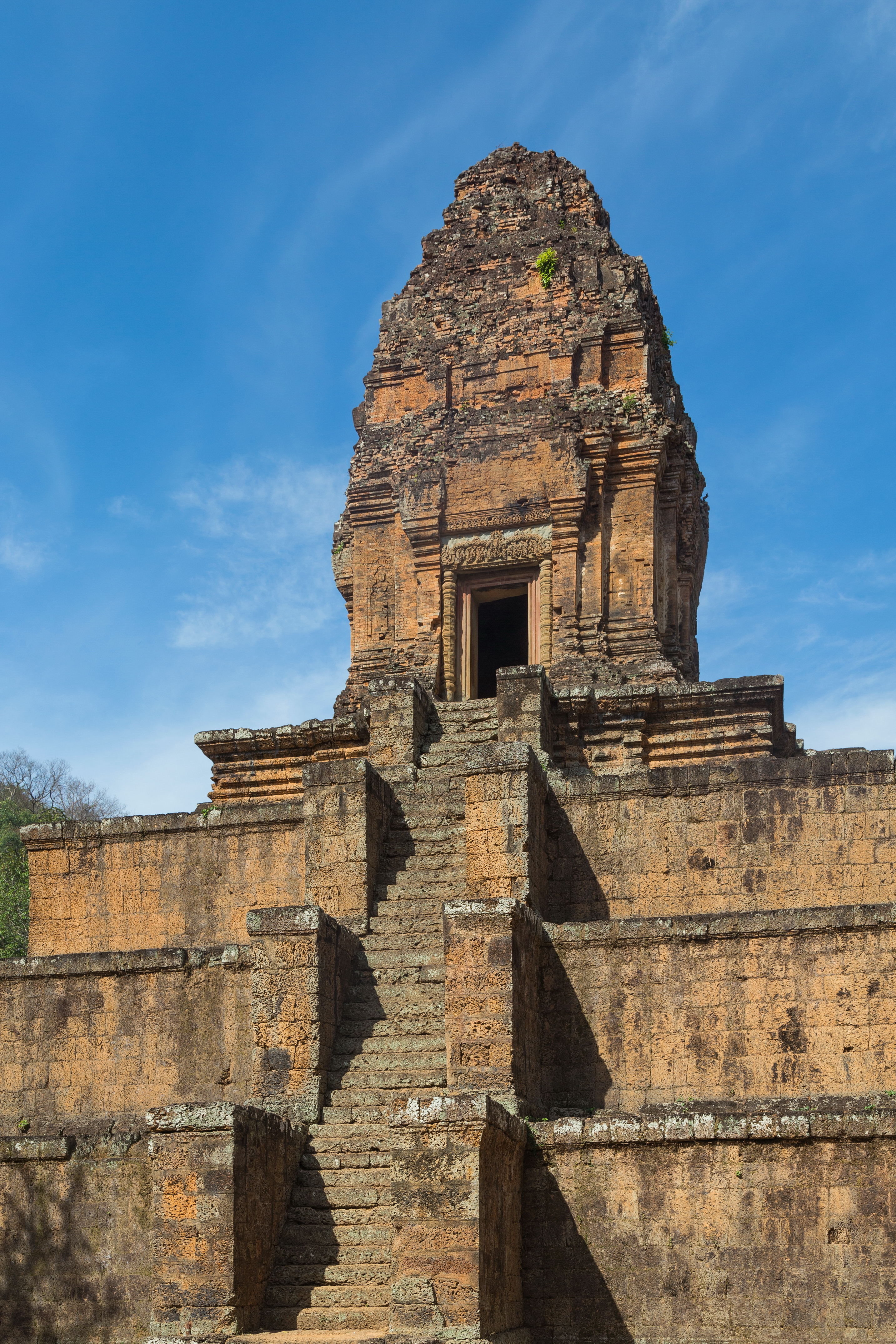
Ingang van de tempel
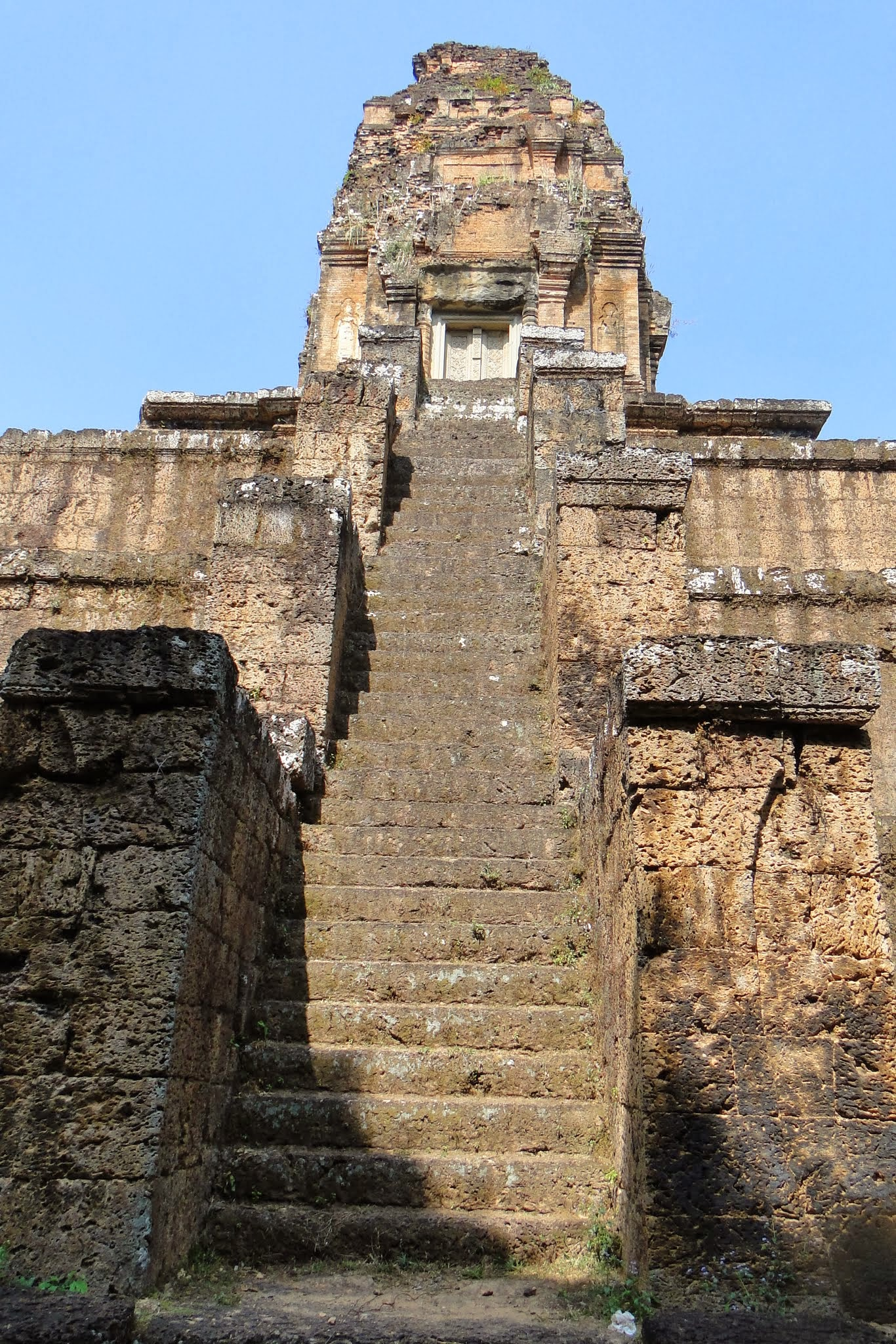
Trap
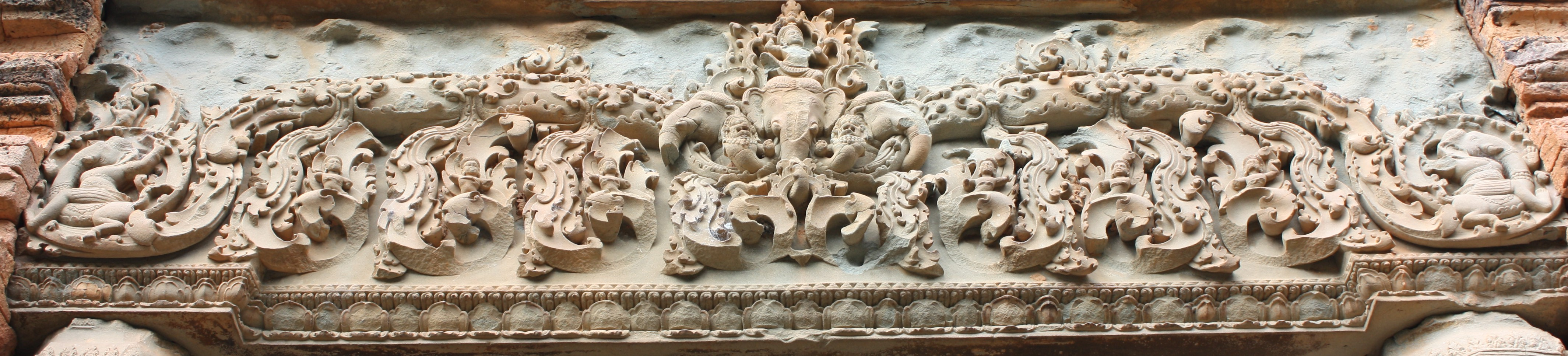
Indra op driekoppige Airavata, met aan de zijkanten Ganesha (met het hoofd van Airavata)